# پیر آدام
پیر آدام (فرانسوی: Pierre Adam‎; ۲۴ آوریل ۱۹۲۴ – ۲۴ سپتامبر ۲۰۱۲) دوچرخه‌سوار اهل فرانسه بود.
وی در مسابقات کشوری و بین‌المللی در مجموع برندهٔ ۱ مدال طلا شده‌است.